# 用水路

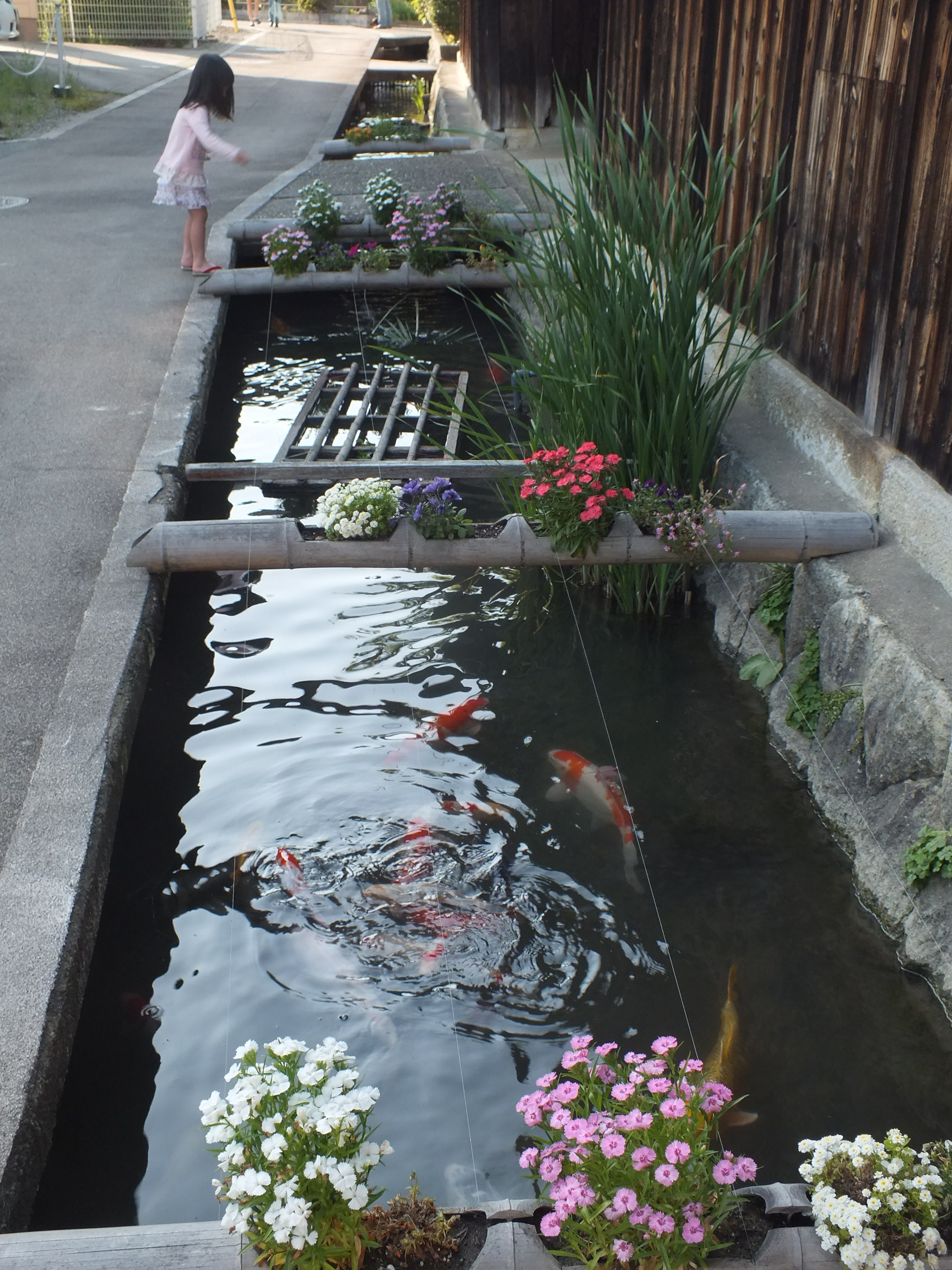
町中に敷設された用水路（兵庫県西脇市）

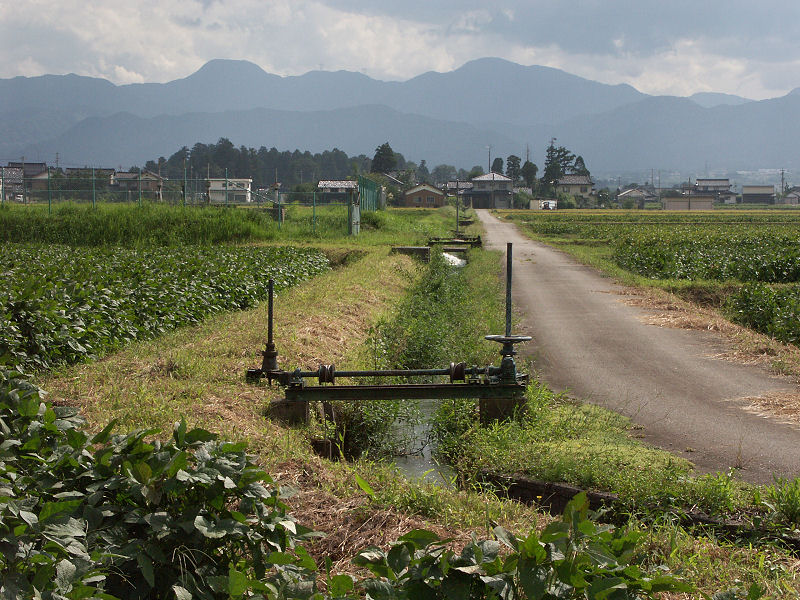
稲作などの灌漑農業に欠かせない農業用水路。田畑に水を引き込む際に使う水門も設けられている。また、日本では水田と一体で生態系も築かれている（富山県南砺市）。

用水路（ようすいろ）は、農業用灌漑や上水道、工業用水道などのために水を引く目的で造られた水路である。名称に井路（いろ、せいろ、いじ）、分水（ぶんすい）、疏水（そすい）がつくことがあり、地下を抜ける暗渠は水路隧道などとも呼ばれる。

## 概要

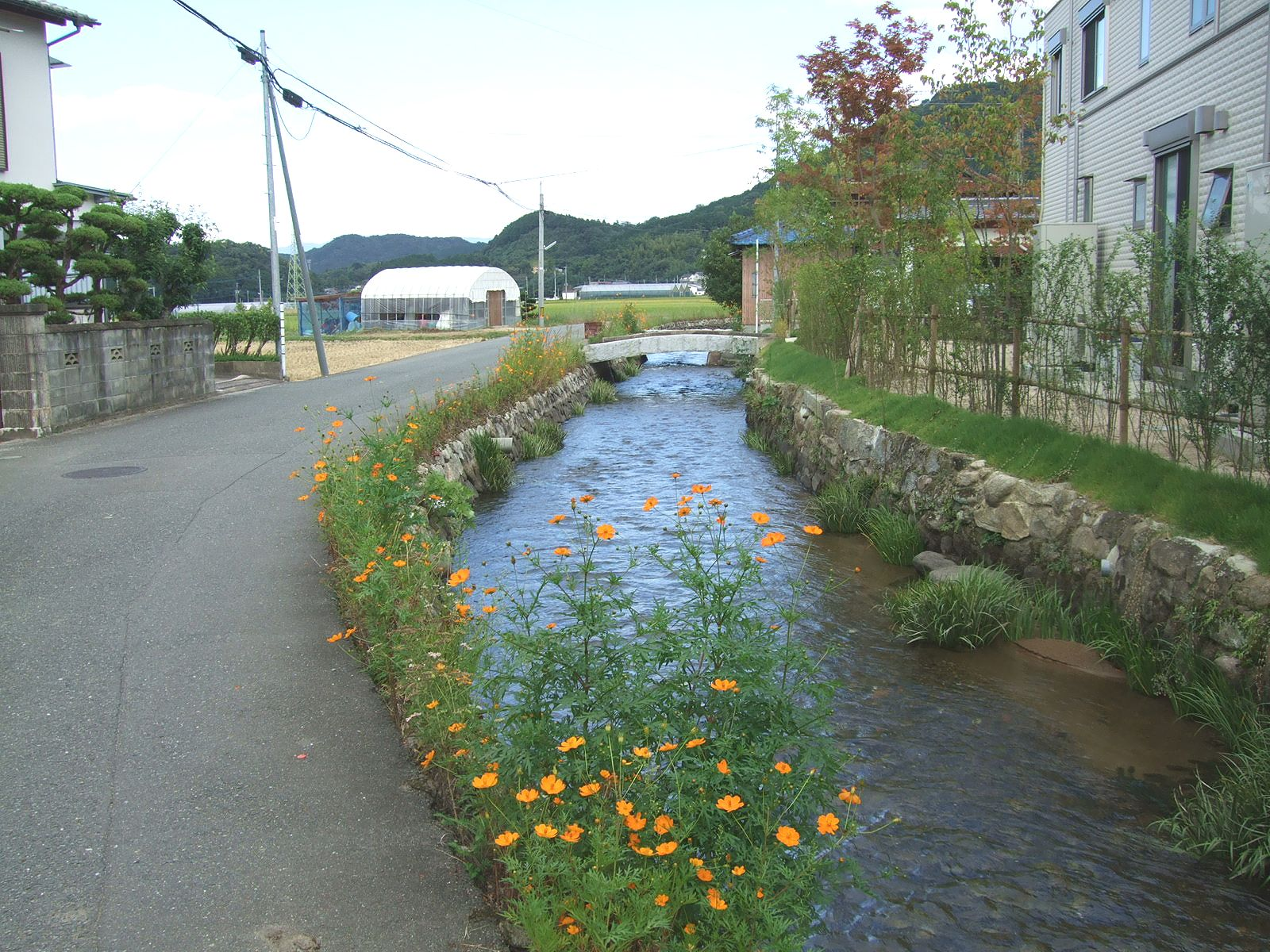
日本最古の農業用水路「裂田の溝」

農業（灌漑）、工業、水道（飲料水を含む生活用水や消防）、水車や水力発電の動力など、主に人間の経済活動に用いるための水を用水（ようすい）と呼ぶ。この用水を河川、ため池、湧水などの水源から離れた場所に引くために人工的に造られた水路が用水路である。日本では、個々の名称として「～用水」と呼ばれる用水路が各地にあり（「日本の用水路一覧」を参照）日本語では「用水」「用水路」を厳密に区別せずに用いることが多い。また、疏水（そすい）とも呼ばれ、2006年（平成18年）2月3日には、農林水産省が日本の農業を支えてきた代表的な用水を「疏水百選」として選定している。
水路を設けたり、そこに水を流したり、水の配分を決めたりすることを分水と呼ぶ。
なお、専ら水運用に使われる水路は運河と呼ばれ、または専ら排水が目的の水路は放水路と呼ばれる。これらは通常は用水路に含まない。
ただし、かつては上記の目的で造られた用水路も、時代の流れに伴う流域住民の生活の変遷により、用途の変更や、役目を終えて埋められたものも存在する。また、用水路としての役目に代わって、現在は流域住民の憩いの場として機能している場合もあり（「親水」を参照）、水路の呼び名は個別の事情や歴史的経緯に依るところが大きい。
また、コンクリートの普及や土木技術の進展により、堤防や堰、ダムの建設が相次ぐとともに、既存の用水路もコンクリート護岸化が進められるなど、治水と利水を兼ねた各種の改修が進められる。

## 構造

### 日本の農業用水路
農作物の生育に必要な水を河川、ため池などの湖沼、湧水や井戸から田畑に供給する役割を担う。長野県北信地方では、稲作には冷たすぎる雪解け水を温めるため、幅が広くて水深が浅い水路（ぬるめ）を整備している。地表に水路を開削するほか、江戸時代でもトンネル式の横井戸が掘られた地区もある（鈴鹿山脈東麓では「まんぼ」と呼ばれる）。
なお、同じ江戸時代に造られたトンネル式用水路の例としては、山梨県南都留郡富士河口湖町船津と富士吉田市新倉字出口を結ぶ新倉掘抜が知られ、これは農業用水として河口湖の湖水を船津側から富士吉田側に供給するために山の下を貫通させて約170年かけて掘られたもので、全長3.8キロメートルを測る日本最長の手掘りトンネルと言われる（富士河口湖町・富士吉田市それぞれの指定史跡）。
一般に、水田と用水路の間には樋（とい）が渡してあり、水田と用水路がつながっている。また用水路は水田とほぼ同じ高さで設けられる。用水路から離れた場所にある田については、用水路との間をつなぐ溝が掘られており、これが用水路兼排水路として使われる。
引水時は、用水路に堰板を入れるなどして水位を上げ、樋を開けて自然流入により田へ水を流し込む。その後は堰板を樋に入れ、田と水路を分断する。排水時にはまた樋を開け、高低差により排出する。これにより、別段の動力を用いることなく給排水が可能になっており、起伏に富んだ日本の地形を活かした仕組みになっている。
近代以降に改良された用水路では、堰板の代わりに水門が設けられている場合もあるが、取水・排水の仕組みは同様である。また用水路との間に高低差がある場合や、地下水を用いる場合などで、水車やポンプなどを用いて水を汲み上げる場合もあり、この場合は自然流入ではなく動力が必要になる。
なお、日本の一般的な水田においては、春から梅雨の頃に田に水を入れ、夏には一旦水を引く（これを中干しという）。水田や農業用水が河川・湖沼とつながっている場合、この時期に合わせて春に田へ入り産卵し、稚魚は田で産まれ育ち、排水とともに用水路に戻って、用水路の底で冬眠するドジョウなどの生きものが存在し、水田の生態系の一端を形成している。しかし、直線化したコンクリート護岸で形成された形式の流路では定着している魚類の個体数が少なく、多様性に欠けていることが報告されている。
日本の稲作が育む生態系については後段「#自然環境の中の用水路」を参照。

### 給水網としての構成
水文学（地球上での水の発生・循環・分布を論ずる学問）における利水のための淡水を供給する給水網としては、概ね下記のような構成要素がある。用水路はそのうち導水・配水目的に人工的に設置される部分の一部として設計・敷設される。
原水（水源）
主に河川や湧水、地下水、雨水などが用いられる。
貯水
森林を保全しその保水力を利用する方法、およびため池や湖などを設けて貯留する方法が用いられる。
取水
堰、ダム、水車、ポンプなどの設備を用いて、または河川の流れを利用した用水路への自然流入が用いられる。
導水
地上部に用水路を敷設、または地下に導水管を埋設する。なお、導水管に水を充填し移動に圧力を利用する圧力導水路と、高低差をつけ移動に重力を用いる無圧導水路があり、用途や地形、導水量等に応じて選択される。
浄水
原水の状態や用途によっては、水の浄化が必要になる場合がある。
原水の不純物を取り除く方法としては濾過を参照。また主に上水道等で用いる場合において、原水（水源）の水質（測る指標として COD、BOD などが用いられる）が要求に満たない場合は、微生物等を用いた生分解による浄化をするための設備（浄水場など）が用いられる。
配水
ポンプ等を用いて水圧をかけ、配管（圧力導水路）などを用いて、消費地（住居、消火栓、工場など）へ配水される。

### 川をまたぐ構造
用水路が川や谷などの窪地をまたぐ場合に水道橋が建設される。特に管状の用水路の場合、水管橋という。

### 農工業の競合
1958年の工業用水道事業法によって工業用水事業の運営が可能となり、河川は工業にも利用されるようになり、農業用水の開発の遅れが目立つ地域もある。
一例として、愛知県豊田市が1953年から周辺工事を進めていた明治用水頭首工は、完成後は農業に毎秒5トン、工業に少なくとも毎秒3トンを提供している。ところが2022年5月、この頭首工の底が抜けて貯水位が失われた際、応急的なポンプ取水は行われたものの工場への提供が優先され、農業者が田植えをするための水が不足する問題が生じた。

## 歴史

### 日本以外の農業用水路
太古の灌漑農業では主に河川の洪水を利用していたが、紀元前30世紀頃のメソポタミア文明ではチグリス・ユーフラテス川から引水しての灌漑農業が行われていたといわれており、そのための用水路が築かれ利用されていたと推定されている。また、この用水路は生活用水の供給や治水のための放水路も兼ねていたと考えられている。詳しくは「灌漑#灌漑の歴史」を参照。
ヨーロッパや中東の平野では、地形から自然引水による灌漑が難しかったり、水が溜まりやすかったりする地域がある。たとえばシリアの都市ハマでは、そばを流れるオロンテス川は水量が多く流れも速いが河床が低いために自然引水が難しく、水車などの動力により用水路まで水を汲み上げてから農業・生活用水を引いている。
逆に、世界遺産に登録されているオランダのキンデルダイク村にある風車群 (The Mill Network at Kinderdijk-Elshout) などのように、河川より土地が低いために滞水しやすい地域に用水路兼排水路を巡らせ、水が不足する時は川から用水路へ取水し、逆に余剰となった時は風車で汲み上げて排水することで、かつての湿地を牧草地や花卉栽培等に利用している地域もある。
北米・南米などに近年多く造られるプランテーション（大規模農園）では、サイフォンの原理を用いた手法や、圧力導水路（管）とスプリンクラーを用いて散水させる方法などが多く使われている。

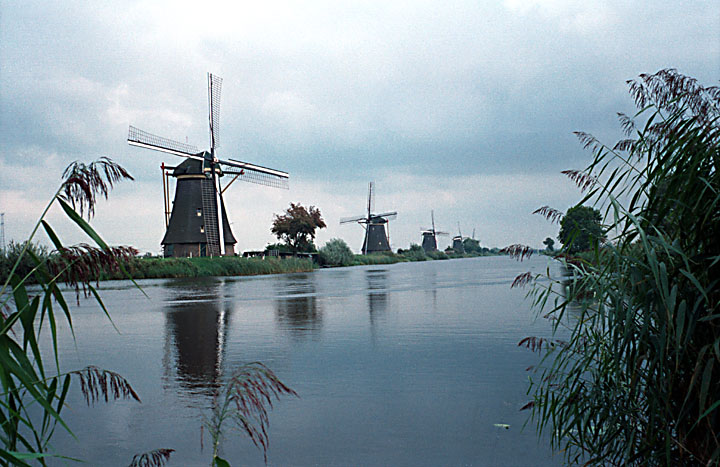
オランダ・キンデルダイクの風車群。用水路兼排水路の水量を調整する。
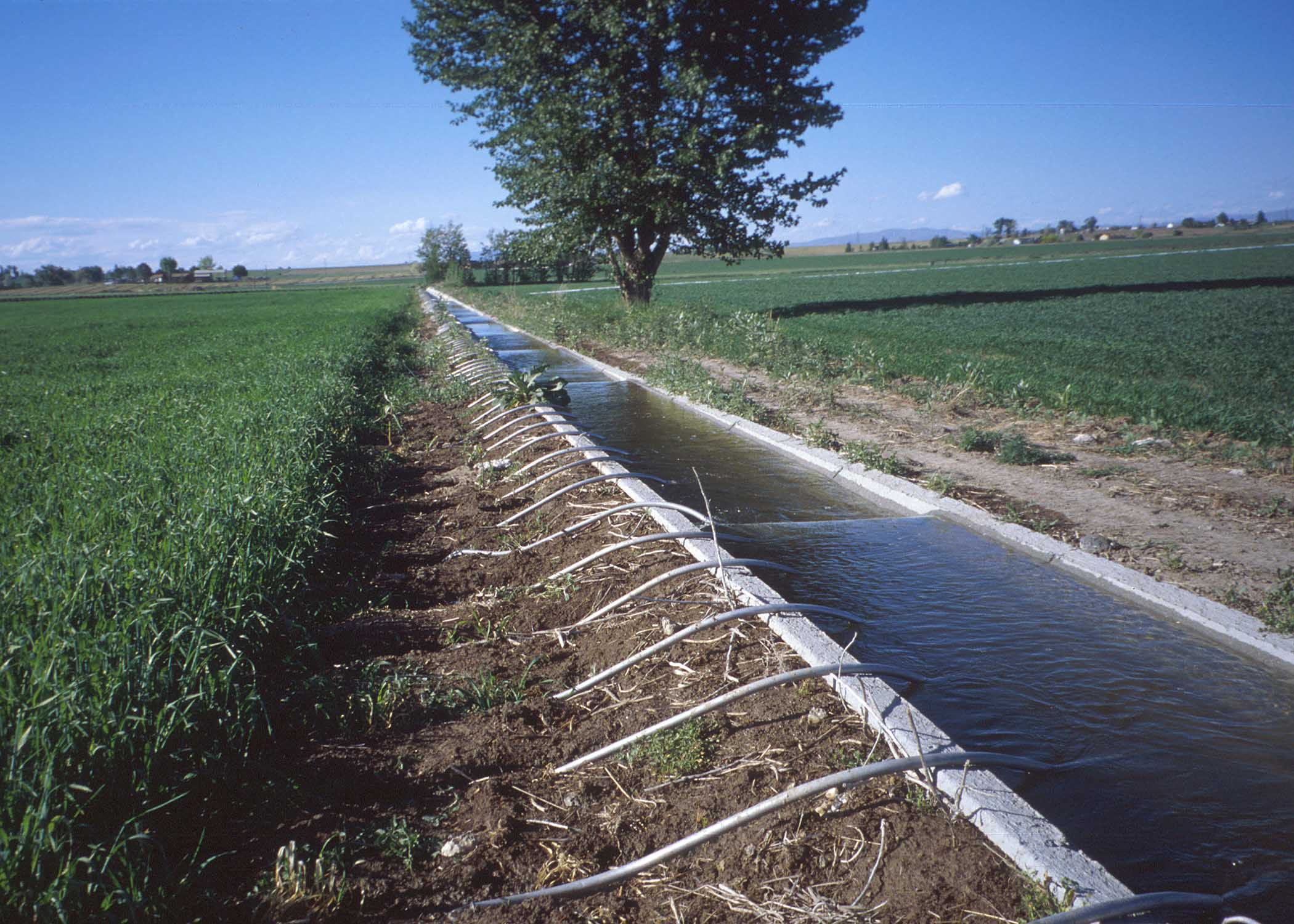
用水路と管を用い、サイフォンの原理で畑に給水する（2000年撮影）。
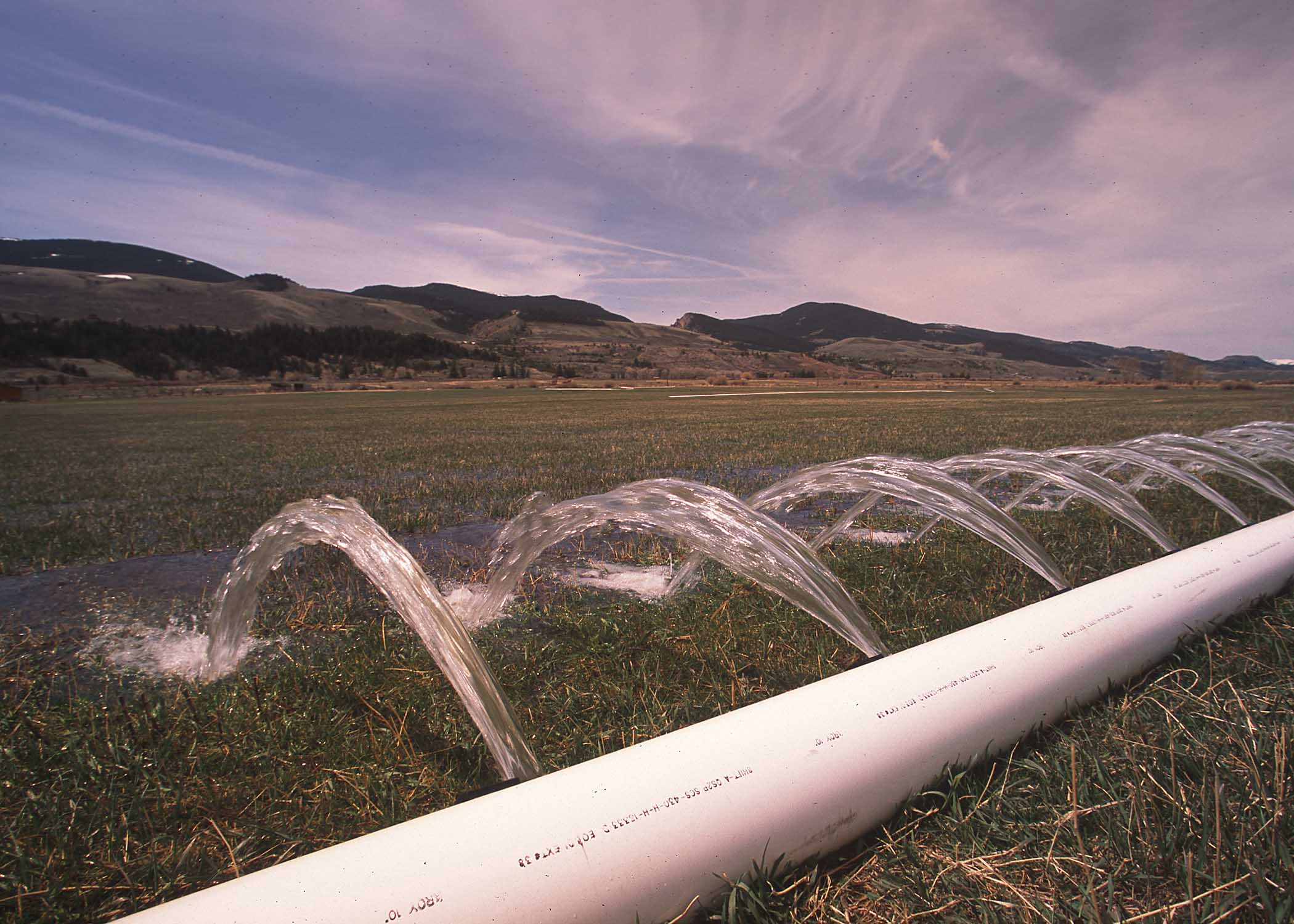
圧力導水路による用水路（アメリカ合衆国ワイオミング州、2002年撮影）。

### 日本の用水路と水稲文化
以下、日本における用水路の歴史について詳説する。
古くは『日本書紀』に記された裂田の溝のように、それ以前の佐賀県唐津市の菜畑遺跡（推定年代縄文時代 - 弥生時代）や、新潟県村上市の元屋敷遺跡（同縄文時代晩期）、徳島県徳島市の庄遺跡（同弥生時代前期前半・紀元前3世紀頃）、佐賀県の吉野ヶ里遺跡、福岡県福岡市の板付遺跡などに遡る。
これらはいずれも環濠集落の跡である。空堀や土器等の捨て場として使われる環壕もあったが、上記の遺跡では溝の底から水路の底であったと思われる堆積物が出ている、幅や深さが各々 1m 前後であり用水路に適している、緩やかな傾斜が付けられている、堰の跡が見つかっているなどの状況から、灌漑用水路として使われていたと推定されている。
このように、日本の用水路の歴史は、弥生時代頃に稲作文化とともに伝来した農業用水が起源であったと推定されている。

### 新田開発と用水路
近世になると稲作技術が進展し、石高の向上を競った領主や諸藩の大名などにより新田開発が盛んに進められるようになる。同時に、稲作に欠かせない水の確保が課題となり、川などから直接の引水が難しい地域へ農業用水を引くための用水路が各所に造られるようになる。
特に、天正年間に豊臣秀吉の傘下で関東へ転封された徳川家康は、江戸周辺での新田開発に注力する。小泉次大夫（こいずみじだゆう）を用水奉行に登用し、多摩川流域の扇状地に灌漑用水路を巡らせた。これにより新田開発が進み、米の生産量を大幅に伸ばすことに成功。後に幕府が置かれ、当時は世界一の人口密度であったといわれる江戸の台所を支えた。

### 工業開発と用水路
明治以降、日本でも興る産業革命に伴い工業用水の需要が急速に高まった。工業用水路の整備が盛んになるとともに、人口密度増加などに伴う水道整備や、水力発電用などにも使われるようになり、いわゆる「日本三大疏水」（安積疏水、那須疏水、琵琶湖疏水）をはじめとする大小様々な規模の多目的水路が造られ、これらの水路が各地の近代化を支えた。なお、これらの水路には、当時はまだ有力な運送主力であった河川舟運用の船舶を通す運河として利用を想定したものもあった。

### 市街化と用水路

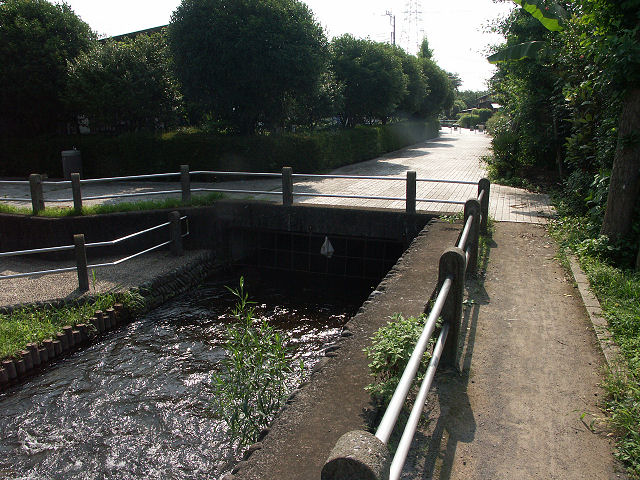
周辺の都市化に伴い、親水公園として整備されたり、暗渠化されて道路用地として利用されたりする用水路（大丸用水・大丸親水公園、2005年 7月18日撮影）

1948年に農業改良助長法、1952年に農地法が設置されて農地転用は規制されるようになり、また、1969年には農業振興地域の整備に関する法律が設置されたが、近年になるとますます大都市圏への人口集中が進み、大都市周辺では急速に都市化・宅地化が進むようになる。すると農地や工場用地は宅地や店舗・オフィスビル用地へと転用され、農業用水・工業用水の需要が減少した。反面、近年急速に造られた放水路と同様に、用水路は雨水や生活排水の排水路としても使われるようになってゆく。
また、更なる土木技術の進展によりトンネル工事が比較的容易になると、新たに造られる用水路（導水路）や放水路は次第に地下に造られるようになった。また既存の用水路も道路用地として利用するためにフタがされ暗渠化されるなど、その形態も大きく変化してゆく。
一方、最近になると自然環境の見直し機運が高まり、用水路は河川と同様に近隣住民の憩いの場として位置づけられるようにもなった。殺風景なコンクリート護岸を再改修して緑道や親水公園などを整備したり、水の浄化設備や引水設備を設けたりといった工夫が各所で試行されている。

## 環境としての用水路

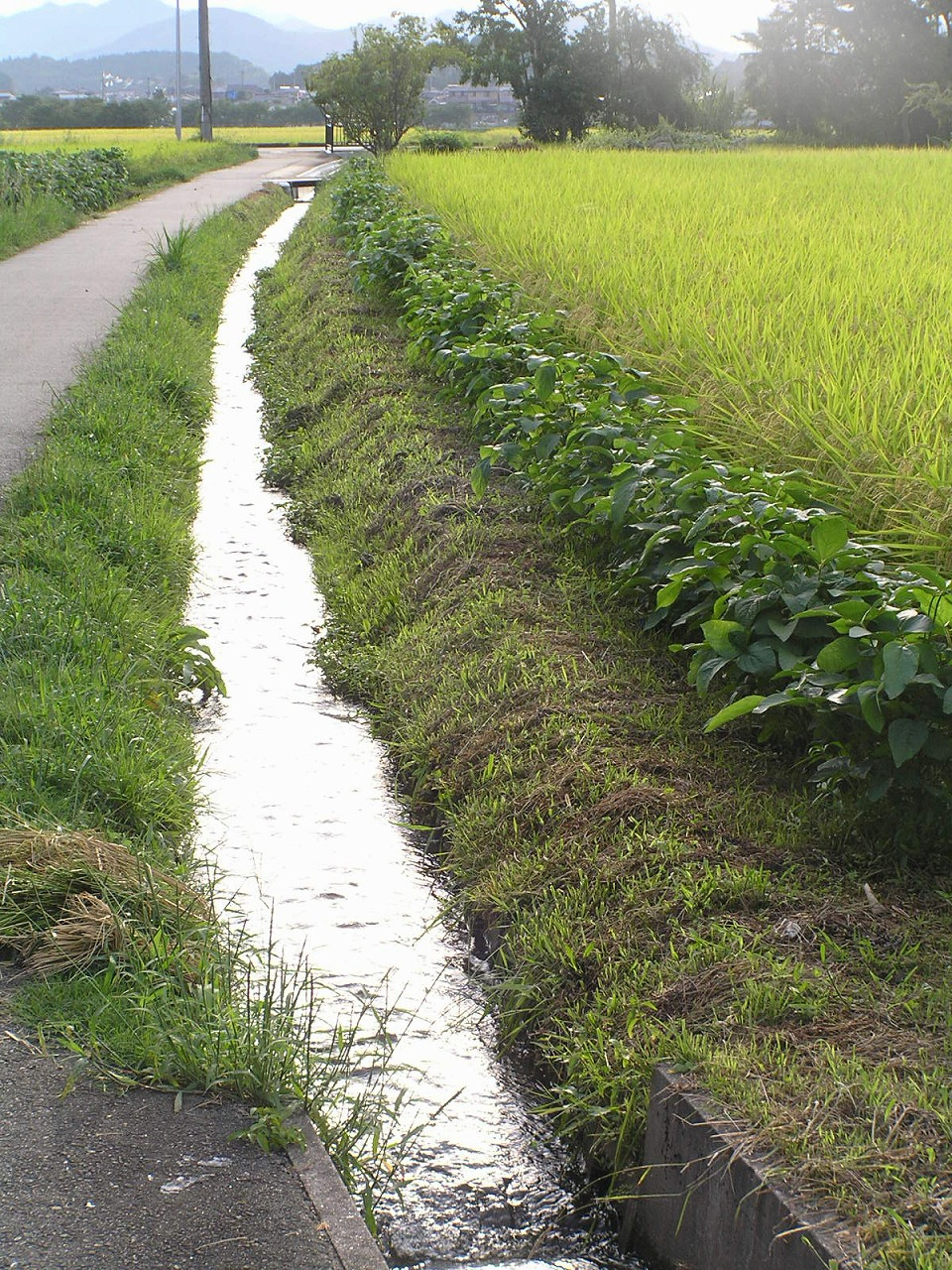
自然河川に近い用水路では生物が数多く存在し独特の生態系が築き上げられている。

### 生物多様性と用水路
日本の近世以前の用水路は、主に農業用水路として使われており、また土を掘って踏み固めただけのものであることが多かった。その形態は自然河川に近いものがあるが、ただし利水のための水路であるが故に頻繁に人手が入り、また渇水や人間の水利用によってその水量にも大きく影響を受ける、特殊な環境であった。
しかし、日本に灌漑農業が導入された弥生時代以降 2000 - 3000年の間に、この特殊な環境に巧みに適応し、農業用水路の環境を生活に組み込む生物が数多く存在する。まず、比較的流れが緩やかで水深が浅く日当たりが良いため、プランクトンやコケなどの生育が良く、また土の河床ではミミズなども生息可能である。それらを食糧にするタニシやオタマジャクシ（カエルの幼生）、魚類のメダカやフナ、ヨシノボリなどが住み着く。すると、それを捕食する甲殻類のザリガニ、昆虫のタガメやヤゴ（トンボの幼生）などの生活を支える。さらに、それらを捕食するコウノトリやサギなどが飛来する。人為的に造られた環境が、長い年月をかけて自然と一体化し、里山のそれと同様に、独特の生態系を築き上げてゆくこととなった。
なお、農業用水路における生態系は水田とほぼ一体であり、用水路と田を行き来して生活するものも多い。併せて田#環境としての田も参照のこと。
ところが、明治以降の近代になると、この状況が急激に変化する。土木技術の進展に伴う水路のコンクリート護岸化や、堰による水路の分断、暗渠化による日光の遮断、田畑での農薬利用などにより、稲作と共生してきた生物はその生活環境が激変し、生命が脅かされることとなる。さらに近年の都市化による生活排水・工業排水の流入や田畑の宅地化が追い打ちをかけ、その結果、かつてありふれた存在であったメダカやタガメなどが日本人の生活から姿を消し、さらには食物連鎖でその上位にいたコウノトリやタンチョウなども姿を消し始めた。それぞれ現在では絶滅が危惧されるまでになり、トキのように一時は絶滅した種もある。裏返せば、彼等はそれだけ日本人の稲作文化と共生していたのである。
メダカ等の絶滅危惧種指定は、稲作文化が支えた生態系の存在を日本人に認識させることとなり、現在はたとえば兵庫県豊岡市でコウノトリが生活できる稲作環境を保全するといった取り組みにつながってゆく。経済と生活環境の共存は、現代社会における課題の一つとして認識され、各所で取り組まれはじめている。

### 日本住血吸虫の感染源としての用水路

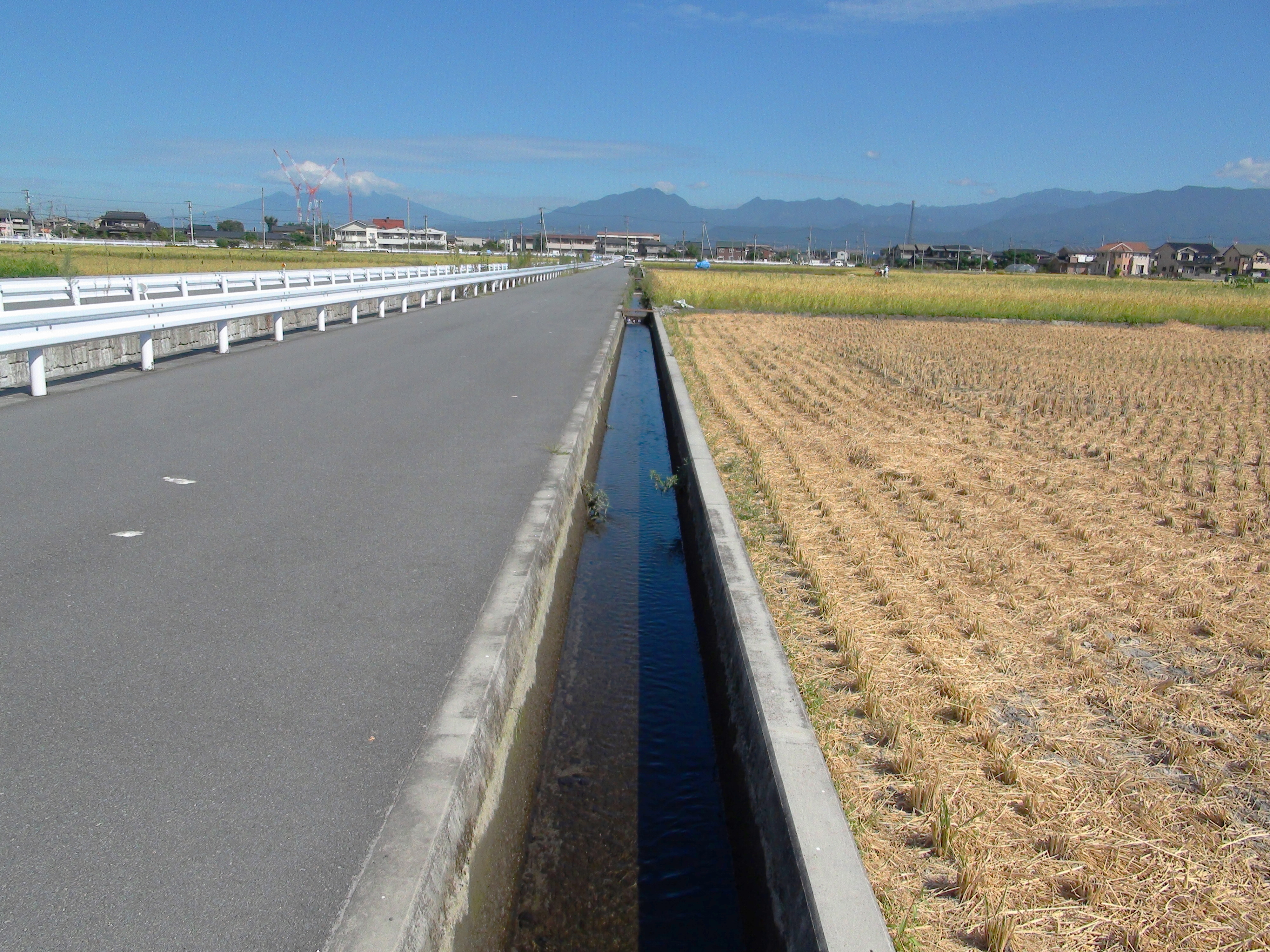
ミヤイリガイ撲滅の為に甲府盆地の水路はコンクリート化された（山梨県中巨摩郡昭和町上河東、2010年 9月14日撮影）

生態系や生物多様性の保全という観点とは別に、日本の用水路のコンクリート化は単なる自然破壊ではなく、明治以前には原因不明の風土病として恐れられた住血吸虫症の原因寄生虫である日本住血吸虫の撲滅のために行われた施策である事を理解する必要もある。
住血吸虫症は、通年で水に浸り続ける素堀の用水路に生息する特定の巻貝を宿主とする吸虫類が、用水路や水田内に入った人間やその他の大型哺乳類に寄生する事で発症する病気である。感染の度に肝臓に障害が蓄積し、最終的には肝硬変や肝癌により死に至る。日本を含む東南アジア全域に分布する寄生虫であり、今日でも東南アジアにおいては深刻な風土病として猛威を振るい続けているものである。
根本的な対策は「水田や用水路には素足では入らない事」しか無い（それが高じて「流行地には娘を嫁に出すな。」という地域差別にまで発展したことをうかがわせる話も伝わる）とされていたが、1913年に九州大学の宮入慶之助が日本住血吸虫の中間宿主である巻貝のミヤイリガイを特定した。それまで素堀で作られていた用水路をコンクリートのU字溝化してミヤイリガイの生息しがたい環境を作る事、特に住血吸虫症の蔓延が深刻な地域では殺貝剤を使用することにより、ミヤイリガイが生息できない環境を造ることが第二次世界大戦前から行なわれ始めた。
日本では第二次世界大戦後に圃場整備が進んだことから、ミヤイリガイも日本住血吸虫病も瞬く間に減少し、1978年以降新規患者の報告はなくなった。1996年2月、かつての最大の感染地帯であった山梨県は日本住血吸虫病流行の終息を宣言。最後の感染地帯であった福岡県筑後川流域でも1990年に安全宣言を、2000年に終息宣言を発表した。
これにより、日本は住血吸虫症を撲滅した唯一の国ともなった。

### 用水路への転落事故
用水路には人間や自転車、自動車の転落事故が起きる危険性がある。『朝日新聞』の調査によると、用水路への転落による死亡者は年間100人を超える。頭を打つなどして立ち上がれず、周囲に救助する他人がいないと、水深10センチメートル程度の用水路でも水死することがある。事故が起きる可能性がある用水路全てに蓋や柵を設けることは、費用面などから困難である。
NHKによると、2018年の1年間に全国で2000人以上が用水路に転落して死傷している。用水路は国や市町村が管理しているものや土地改良区が管理しているものが混在しているが、特に土地改良区が管理しているものについては財政的な問題で柵や蓋の設置が困難な状況となっている(土地改良区を構成する農家が費用の40%を負担する必要があるため)。
住血吸虫症の撲滅を達成した現在では、用水路のコンクリート化・暗渠化は主として道路用地の確保、とりわけ、学童を始めとする交通弱者の安全確保を目的とした歩道拡幅の要請に依る面が多くなってきている。モータリゼーションの進展により津々浦々の細路にまで自動車が進入してくる状況と、多数の児童が被害者となる重大死亡事故の度に高まり続ける住民側からの通学路の安全確保の要請、歩行者の水路への転落事故などに起因する行政訴訟に管理不行届として行政側が敗訴する事例が多発している昨今では、道路側溝・用水路・小河川の別を問わず、開渠の上部空間の有効利用・安全性確保は行政の水路の管理上既に避けては通れない問題となっており、交通弱者の保護に優先して自然環境の保全を目的とした管理を行うためには、住民や保護者側の用水路の環境機能に対する深い理解も必要不可欠なものとなってきている。